# Ryan Kwanten
Ryan Christian Kwanten (28 de Novembro de 1976, Sydney, New South Wales) é um ator australiano mais conhecido por seus papéis nas séries "Home and Away", "Spellbinder: Land of the Dragon Lord", "Summerland" e True Blood.

## Carreira
Kwanten começou na televisão na série A Country Practice e Spellbinder. Tornou-se conhecido em 1997, quando se junta ao elenco da novela australiana, Home and Away interpretando o nadador-salvador Vinnie Patterson.
Mudou-se para os Estados Unidos, e foi escolhido para o papel de Jay Robertson na série de Lori Loughlin, Summerland que foi transmitida de 2004 a 2005. Seu último trabalho foi na série que está sendo exibida no canal de televisão por assinatura HBO chamada True Blood, onde Ryan interpreta Jason Stackhouse, ganhador do Globo de Ouro em 2009.

## Filmografia

### Filme
| Ano  | Título                                        | Papel              | Nota           |
| ---- | --------------------------------------------- | ------------------ | -------------- |
| 1994 | Signal One                                    | Criança            |                |
| 2002 | The Junction Boys                             | Claude Gearheart   |                |
| 2003 | Liquid Bridge                                 | Nick McCallum      |                |
| 2004 | American Brown                                | Ricky Brown        |                |
| 2006 | Flicka                                        | Howard McLaughlin  |                |
| 2007 | Dead Silence                                  | Jamie Ashen        |                |
| 2010 | Don't Fade Away                               | Jackson White      |                |
| 2010 | Red Hill                                      | Shane Cooper       |                |
| 2010 | Griff the Invisible                           | Griff              |                |
| 2010 | Legend of the Guardians: The Owls of Ga'Hoole | Kludd (voz)        |                |
| 2012 | Not Suitable for Children                     | Jonah              |                |
| 2013 | Mystery Road                                  | Pete Bailey        |                |
| 2013 | Venom: Truth in Journalism                    | Eddie BrocK        | Curta-metragem |
| 2013 | The Right Kind of Wrong                       | Leo Palamino       |                |
| 2013 | Knights of Badassdom                          | Joe                |                |
| 2014 | 7500                                          | Brad Martin        |                |
| 2014 | Rio, Eu Te Amo                                |                    |                |
| 2014 | Northmen: A Viking Saga                       | Conall             |                |
| 2014 | Reach Me                                      | Jack Burns         |                |
| 2014 | The Effects of Blunt Force Trauma             |                    |                |
| 2015 | Kidnapping Freddy Heineken                    | Jan 'Cat' Boellard |                |
| 2016 | Who Gets the Dog?                             | Clay Lonnergan     |                |

### Televisão
| Ano  | Título                               | Papel                      | Nota                                                          |
| ---- | ------------------------------------ | -------------------------- | ------------------------------------------------------------- |
| 1992 | A Country Practice                   | Ben Lloyd                  | Episódio: "A Fair Cop: Part 1" "A Fair Cop: Part 2"           |
| 1993 | G.P.                                 | Scott Browning             | Episódio: "Bloodlines" Episódio: "Brotherly Love" (1993–1994) |
| 1994 | Hey Dad!                             | Richard                    | Episódio: "Rebel Without a Clue""                             |
| 1995 | Echo Point                           | Nathan Potter              |                                                               |
| 1996 | Water Rats                           | Nipper                     | Episódio: "Iron Man"                                          |
| 1997 | Spellbinder: Land of the Dragon Lord | Josh Morgan                | 26 episódios                                                  |
| 1997 | Home and Away                        | Vinnie Patterson           | regular (1997–2002)                                           |
| 2003 | The Handler                          | Barnes                     | Episódio: "Off the Edge"                                      |
| 2004 | Tru Calling                          | Jake Voight                | Episódio: "Closure"                                           |
| 2004 | Summerland                           | Jay Robertson              | 26 episódios (2004–2005)                                      |
| 2008 | Law & Order: Special Victims Unit    | Master Sgt. Dominic Pruitt | Episódio: "PTSD"                                              |
| 2008 | True Blood                           | Jason Stackhouse           | Regular 2008–2014                                             |
| 2010 | Rake                                 | Bill                       | 1 episódio                                                    |
| 2012 | New Girl                             | Oliver                     | Episódio: "Valentine’s Day"                                   |
| 2014 | Jake and the Never Land Pirates      |                            | Voz                                                           |